# الحجار (خيران المحرق)

تعديل مصدري - تعديل

الحجار هي إحدى قرى عزلة مسروح بمديرية خيران المحرق التابعة لمحافظة حجة، بلغ تعداد سكانها 95 نسمة حسب تعداد اليمن لعام 2004.